# Sotto il mio giardino
Sotto il mio giardino è un cortometraggio 2007 diretto da Andrea Lodovichetti e prodotto dal Centro Sperimentale di Cinematografia. Il lavoro è tratto da un breve racconto di Roberto Santini.

## Trama
Marco, 10 anni, ha una vera passione per gli insetti. Notando la comparsa di un grosso formicaio in giardino e quella della moglie del vicino, si insospettisce e si convince che il vicino abbia ucciso la moglie e l'abbia sepolta proprio in quel punto. Intraprende così una vera e propria indagine: tenta di improvvisarsi detective ma non riesce a convincere neppure la sua amica Sara. Per muovere le acque, decide allora di scrivere due lettere anonime, una alla polizia e una al suo vicino... "puoi fregare tutti, puoi fregare i vicini, puoi fregare la polizia ma le formiche non le puoi fregare!".

## Accoglienza
In tre anni, è insignito di circa trenta premi in rassegne e festival di Cinema, tra i quali il Beijing Student Film Festival (2008), il Rhode Island International Film Festival, il Fike International Film Festival (2009), il Giffoni Film Festival (2008), il Buffalo Niagara Film Festival (2010), il Berkeley Video and Film Festival (2009), il Fort Collins TriMedia Festival (2009), il Garden State Film Festival (2009), il Seattle True Independent Film Festival (2009), il Golden Knight Malta International Film Festival 2009.
Numerose anche le selezioni ufficiali, tra le quali: Festival di Tangeri 2008 (Marocco), Sleepwalkers Film Fest 2008 (Estonia), Valley Film Festival 2009 (USA), Olympia Film Fest 2009 (Grecia), In The Palace 2009 (Bulgaria), MediaWave Festival 2009 (Ungheria), Las Palmas Film Fest 2009 (Isole Canarie), Mar De Plata Film Festival 2009 (Argentina), San Joaquin Society 2009 (USA), il Las Vegas International Film Festival 2009 (USA), il Radical Frame Film Fest 2010 (Germania), Detroit Independent Film Festival 2011 (USA).

## Riconoscimenti
- 2009 - Globo d'oro
  - Miglior cortometraggio[16]
- 2008 - Babelgum Online Film Festiva
  - Looking for a Genius Award[17].